# Fernando Segadas Vianna
Fernando Segadas Vianna foi um botânico e ecologista brasileiro.
Iniciou sua carreira como estagiário de botânica no Museu Nacional, onde entrou em contato com o ecologista canadense Pierre Dansereau, tornando-se seu discípulo e colaborador durante estudos sobre os processos de sucessão e colonização vegetal em restingas e ambientes de altitude. Nas palavras de Bruno Fernandes, "o curso ministrado por Dansereau representou um marco na formação de jovens pesquisadores que posteriormente iriam desempenhar papéis disseminadores do conhecimento ecológico, em suas áreas respectivas, como a biologia, a geografia e a ecologia mais especificamente".
Em 1948 Vianna viajou para o Canadá e Estados Unidos para aprofundar seus conhecimentos. Voltou a colaborar com Dansereau e nos Estados Unidos atuou como pesquisador assistente no Cranbrook Institute of Science, em Michigan, onde fez seu mestrado sob a orientação de Stanley Adair Cain. Este trabalho trouxe inovações no estudo da taxonomia vegetal. Voltando ao Brasil em 1950, foi contratado como pesquisador do Museu Nacional, onde teve uma participação decisiva na criação do Serviço de Ecologia. O Serviço iniciou suas atividades em 1953 sob a direção de Vianna, voltado principalmente para o estudo da ecologia vegetal, manejo dos recursos naturais e formação de novos cientistas. O primeiro projeto desenvolvido foi um levantamento ecológico da vegetação dos estados da Guanabara e Rio de Janeiro, coordenado pelo diretor. Ele supervisionou ainda estudos sobre microclimas das áreas de restinga e das comunidades vegetais das praias arenosas, e em 1965 iniciou uma série de publicações intitulada Flora Ecológica das Restingas do Sudeste do Brasil, com a colaboração de Leda Dau e Wilma Ormond. Esta série apresentou 23 volumes ao longo de 14 anos, sendo "o mais importante conjunto de divulgação das investigações realizadas pelo emergente grupo de ecologia do Museu Nacional", na descrição de Azevedo, Cortes & Sá.
Foi colaborador do Núcleo de Educação Ambiental de Tinguá, professor da Universidade Federal do Rio de Janeiro e criador do Departamento de Ecologia nesta instituição. Foi ainda um dos fundadores da Fundação Brasileira para Conservação da Natureza, por muitos anos a mais influente ONG conservacionista em atividade no Brasil, influindo decisivamente na criação de 11 parques nacionais, na legislação e na formação de outros centros conservacionistas pelo país. Deixou muitos artigos publicados e é considerado o pioneiro da institucionalização do estudo da ecologia no Brasil.